# Cerkev sv. Lamberta, Sveče
Rimskokatoliška župnijska cerkev Sveče se nahaja v istoimenski vasi v tržki občini Bistrica v Rožu v upravnem okraju Celovec- dežela na avstrijskem južnem Koroškem. Župnijska cerkev, ki je pod patronatom svetega Lamberta iz Lièga, pripada dvojezični dekaniji Borovlje v Krški škofiji. 
Cerkev je spomeniško zaščitena stavba.

## Zgodovina
Cerkev je bila v listini prvič omenjena leta 1364.
Ohranjena je romanska stolpna cerkev s stolpom iz prve polovice 13. stoletja z zidovi ladje in stolpno etažo. V 15. stoletju sta bila ladji in zahodnemu stolpu dodana sklepnika. Nadaljnje spremembe cerkve so bile izvedene v obdobju baroka ter okoli leta 1900. Cerkev je leta 1911 doživela požar, leta 1995 pa je bila na novo pokrita s skodlami.

## Arhitektura
Zunanjost cerkve sestavljata ladja in rahlo vkopani kor med mogočno nadstropno etažo stolpa, oba z masivnimi tristopenjskimi oporniki. Južno od nekdanjega nadstropja stolpa in dela prezbiterija je zakristija iz leta 1753. Južno od ladje je zunanje stopnišče na zahodno galerijo. Gotski zahodni stolp ima okrogla zvočna okna in čebulasto kupolo iz leta 1821. 

## Oprema
Baročni glavni oltar iz sredine 18. stoletja z Madono med dvema svetima škofoma nosi figuri svetega Petra in svetega Pavla iz sredine 17. stoletja ter skupino Svete Trojice v osrednjem delu.
Poznogotska lesena figura sedečega apostola iz prve četrtine 15. stoletja je bila sem prenesena iz vasi Mače. Iz nekdanjega levega stranskega oltarja iz prve četrtine 18. stoletja izvira Pietà s svetim Janezom in Magdaleno v naravni velikosti.
Pomemben je tudi križev pot s slovenskimi napisi. Le-ti so bili po pričevanju prebeljeni za žasa nacizma in so prišli na dan šele po novejših restavratorskih delih.
Nad vhodom se nahaja freska svetega Lamberta s slovenskim napisom, ki jo lahko pripisujemo domačemu akademskemu slikarju Petru Markoviču. Napis se glasi: "Sv. Lambert, varuj našo župnijo". Slovenskih napisov referenčno delo Dehio ne omenja.

## Spletne povezave
- župnijska cerkev Sveče